# فواز النشمي
فواز النشمي (توفي في يونيو 2004)، المعروف أيضا باسم تركي بن فهيد المطيري كان عضواً في تنظيم القاعدة في شبه الجزيرة العربية وأحد المتهمين بتنفيذ هجمات 11 سبتمبر. ولد في المملكة العربية السعودية، وشارك النشمي في يوم 29 مايو 2004 في هجوم الخبر وهرب من قوات الأمن السعودية بنجاح.
المطيري متهم بقتل الرهينة الأمريكي الذي خطف في الرياض بول جونسون وكان من المفروض أن يكون الخاطف رقم 20 على يونايتد ايرلاينز الرحلة رقم 93 ، ولكن لم يتمكن من المشاركة في الوقت المخطط له، وقد قتل على يد القوات السعودية في يونيو 2004.